# Шиповник собачий
Шипо́вник соба́чий, или Ро́за соба́чья, или Роза кани́на (лат. Rósa canína) — вид растений, относящихся к роду Шиповник (Rosa) семейства Розовые (Rosaceae).

## Название
Русскоязычное название соответствует тривиальному именованию «собачья роза» в некоторых европейских языках, включая классическую латынь и древнегреческий. Имеется также народное название шипишник. Римский энциклопедист Плиний Старший связывал название с тем, что корни растения считались средством от укуса бешеных собак, хотя не совсем ясно, действительно ли имелись ли в виду животные, заболевшие бешенством или просто агрессивные.
Согласно Оксфордскому словарю фраз и выражений в английский язык название попало через латынь из древнегреческого, где имело то же самое значение — κυνόροδον ('kunórodon') (от κῠ́ων — «собака» и ῥόδον — «роза, розовый»). Оно также связывалось с лечением укусов бешеных собак в XVIII и XIX веках на основе учения о сигнатурах и схожести шипов с собачьими зубами.
Несколько реже встречается версия, что название «роза собачья» появилось в контексте сопоставления ценности данного кустарника с садовыми розами.

## Ботаническое описание

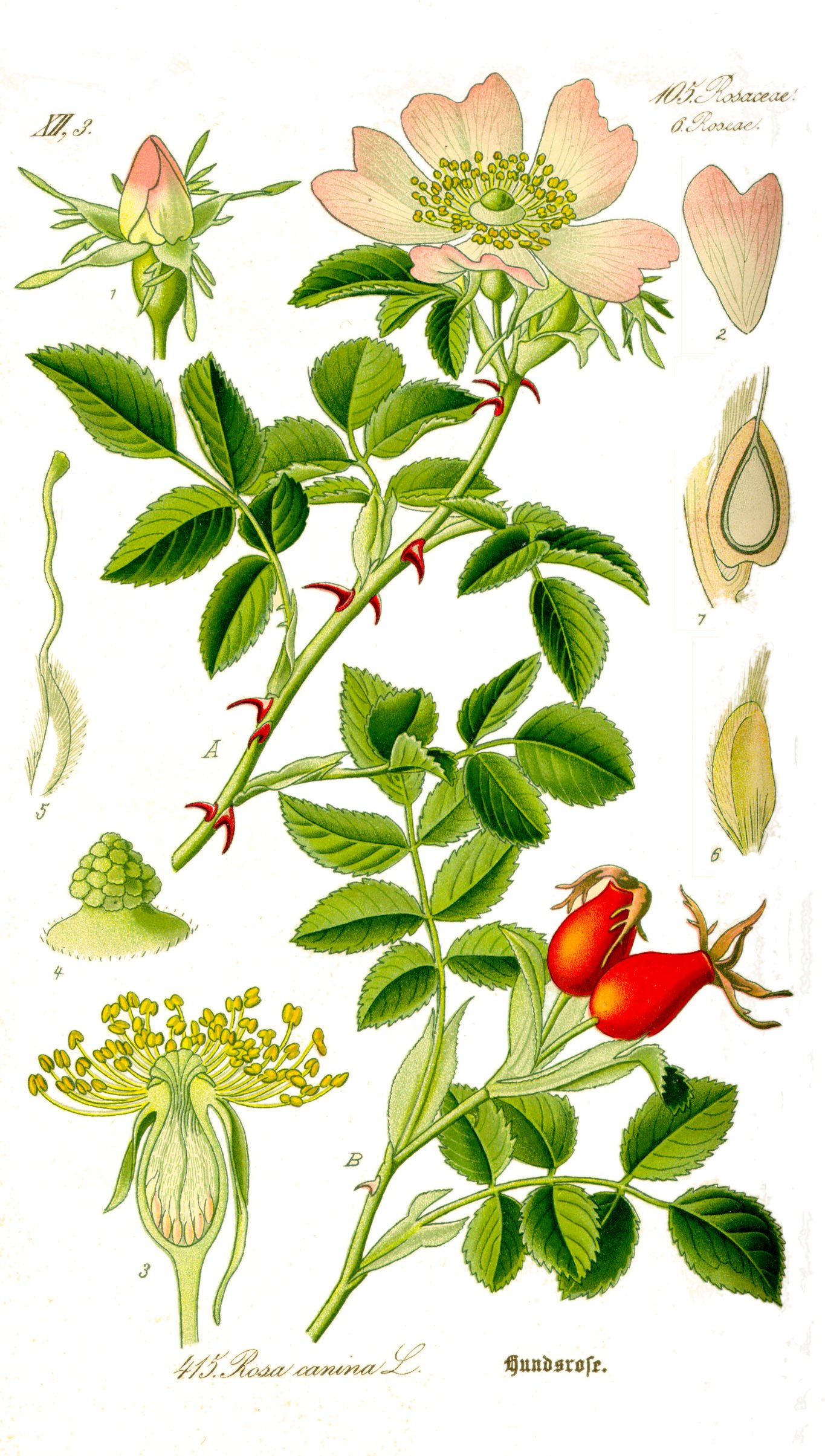
Шиповник собачий. Ботаническая иллюстрация из книги О. В. Томе
Flora von Deutschland, Österreich und der Schweiz, 1885.

Шиповник собачий — листопадный кустарник, достигающий в высоту от 1,5 до 2,5 м.
Побеги толстые, дуговидно изогнутые, реже почти прямые. Кора зелёная, с солнечной стороны краснеющая.
Шипы редкие, серповидные, с очень коротким основанием, с боков сжатые, на главных стеблях почти прямые, на цветоносных побегах обильные, всегда крючковидно-изогнутые.
Средние листья цветоносных побегов 7—9 см длины, голые, только по главной жилке усеянные короткими волосками, непарноперисто-сложный, с семью, реже пятью или девятью просто-остропильчатыми по краю (нередко зубцы заканчиваются желёзкой), яйцевидно-эллиптическими, на верхушке коротко заострёнными листочками, 2—2,5 см длиной и 1—1,5 см шириной. У основания листа имеется узкий, по краю железисто-реснитчатый прилистник, с острыми ушками.
Цветки — без запаха, одиночные или собранные по три — пять в верхушечное щитковидное соцветие, от белого до ярко-розового цвета, достигают в диаметре 5—8 см. Чашелистики снизу усеяны короткими волосками, сверху в большинстве случаев голые, до 20—25 мм длины, широколанцетные, с обильными перистыми придатками, после цветения отгибаются назад и задолго до созревания плодов отваливаются. Лепестки короче чашелистиков; диск широкий, до 4—5 мм в диаметре, плоский или конусовидный, с зевом 1—1,6 мм в диаметре; столбики длинные, покрыты белыми волосками; головка рылец шаровидная, коническая, реже почти шаровидная. Цветоножки длиной 12—18 мм, чаще равны величине зрелого плода, реже короче или длиннее его, обычно лишены волосков и желёзок. Цветёт в мае — июне(июле).
Формула цветка: {\displaystyle \ast K_{(5)}\;C_{5}\;A_{\infty }\;G_{\underline {\infty }}}.
Плоды — цинародии, гладкие и лоснящиеся, оранжево-красного цвета, при созревании 15—26 мм длиной, широкоовальные, реже почти шаровидные, лишённые желёзок, внутри содержат семена — много волосистых орешков. Плоды созревают в августе.

## Распространение и экология

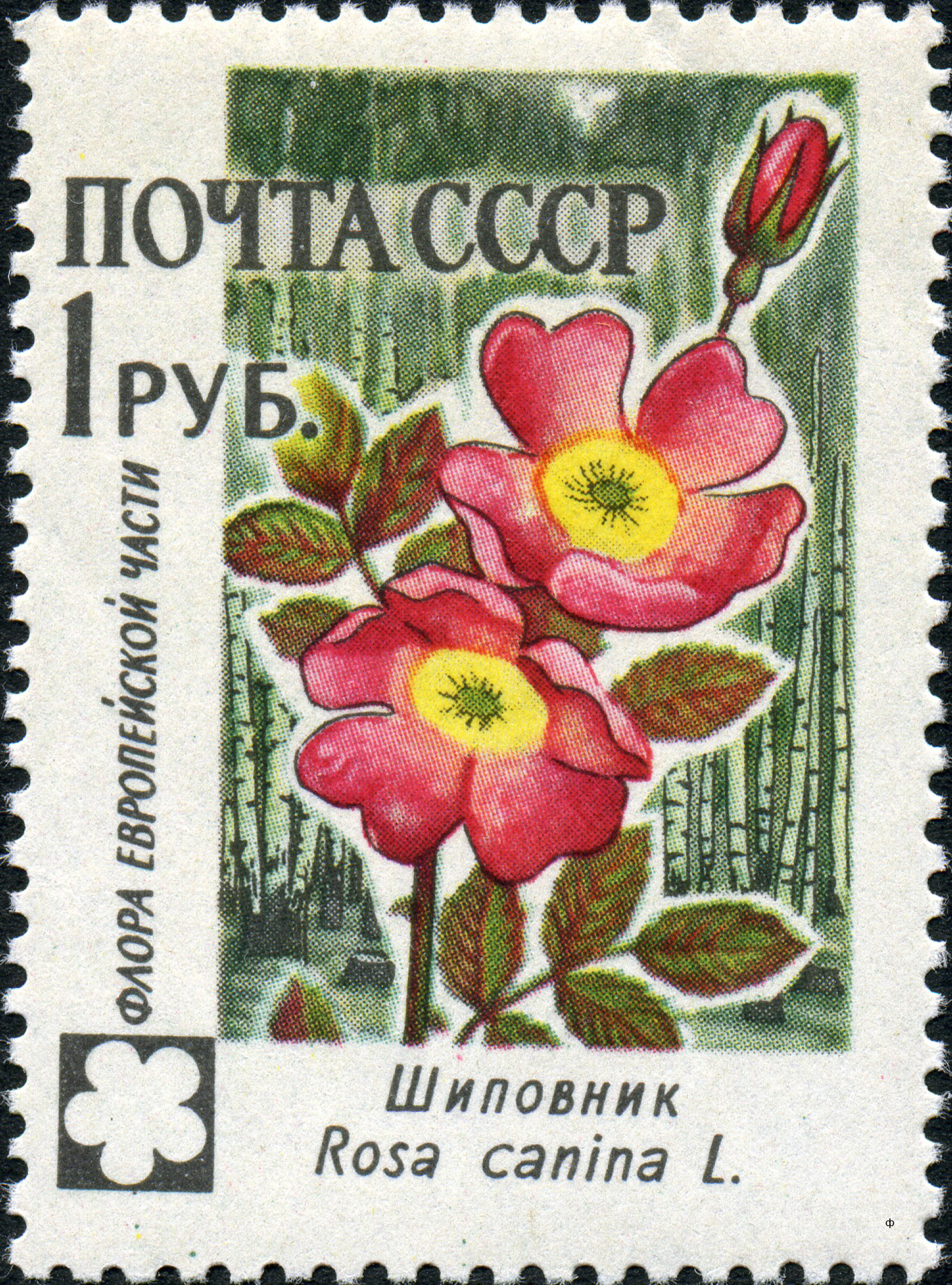
На советской марке 1960 года выпуска

Европа, Западная Азия, Северная Африка. В Европейской части России до Москвы, иногда и севернее, Крым, Кавказ, Средняя Азия.
Растет в разреженных лесах, на полянах, вырубках, безлесых кустарниковых и травянистых склонах, на берегах ручьёв и рек, вдоль дорог, на пустырях, как сорняк.

## Химический состав
Мякоть плода с кожицей без семян содержит 47,63 % воды, 24,57 % растворимых и 27,80 % нерастворимых веществ. Общее количество сахаров 8,09 %, свободных кислот 1,31 %, дубильных и красящих веществ 0,57 %, протеина 3,58 %, пектиновых веществ 2,74 %, пентозанов 2,18 %, клетчатки 25,28 %, золы 2,22 %.
Семена в абсолютно сухом состоянии содержит в процентах: 2,4 золы, 10,9 протеина, 10,1 жира, 38,9 БЭВ, клетчатки 37,7. В плодах содержится от 4 до 15,5 мг % каротина, витамин B2. Свежие плоды содержат 340 мг % аскорбиновой кислоты, сухие — 2200 мг %.

## Значение и применение
Плоды шиповника собачьего применяют в народной медицине. Чай из плодов используют при простудных заболеваниях. Семена — для лечения камней в мочевыводящих путях, при ревматизме и подагре.
Плоды содержат незначительное количество витамина C (0,24—0,85 % от сухого веса мякоти). Как витаминное растение шиповник собачий большого значения не имеет.
Плоды обладают жёлчегонным действием и служат сырьём для производства препаратов, назначаемых при холецистите, гепатите и других болезнях печени и жёлчного пузыря.
Шиповник собачий — самый распространённый подвой для садовых роз. Привитые на него розы приобретают его неприхотливость, зимостойкость и значительную устойчивость к болезням.
По наблюдениям на Северном Кавказе хорошо поедается козами и кроликами которые предпочитают зелёную кору и листья. Поедается и другими сельскохозяйственными животными кроме лошадей. Семенами в молодом виде кормили крупный рогатый скот и лошадей.
| Общий вид | Лист | Цветок | Плоды |

## Таксономия
- Rosa canina L., 1753, Sp. Pl. : 491

Вид Шиповник собачий относится к роду Лапчатка (Potentilla) семейства Розовые (Rosaceae) порядка Розоцветные (Rosales), последовательно входящего в более крупные клады Фабиды → Розиды → Суперрозиды → Эвдикоты → Цветковые растения. Таксономическая схема в соответствии с Системой APG IV по состоянию на июнь 2024 года:
|  |                          |  |                                   |                                   |                   |  | еще 8 семейств | еще 8 семейств |                      |  |  |  | еще 404 подтвержденных вида и 2 505 видов, ожидающих подтверждения |
|  |                          |  |                                   |                                   |                   |  | еще 8 семейств | еще 8 семейств |                      |  |  |  | еще 404 подтвержденных вида и 2 505 видов, ожидающих подтверждения |
|  |                          |  |                                   | порядок Розоцветные               |                   |  |                |                | род Шиповник         |  |  |  |                                                                    |
|  |                          |  |                                   | порядок Розоцветные               |                   |  |                |                | род Шиповник         |  |  |  |                                                                    |
|  | клада Цветковые растения |  |                                   |                                   | семейство Розовые |  |                |                | вид Шиповник собачий |  |  |  |                                                                    |
|  | клада Цветковые растения |  |                                   |                                   | семейство Розовые |  |                |                |                      |  |  |  |                                                                    |
|  |                          |  | ещё 63 порядка цветковых растений | ещё 63 порядка цветковых растений |                   |  |                | еще 116 родов  | еще 116 родов        |  |  |  |                                                                    |
|  |                          |  |                                   | ещё 63 порядка цветковых растений |                   |  |                |                | еще 116 родов        |  |  |  |                                                                    |